# Gare de Thiaucourt
La gare de Thiaucourt est une gare ferroviaire française (fermée) de la ligne de Lérouville à Metz-Ville située à Thiaucourt-Regniéville, commune du département de Meurthe-et-Moselle, en région Grand Est.

## Situation ferroviaire
Établie à 216 m d'altitude, la gare de Thiaucourt est située au point kilométrique (PK) 321,673 de la ligne de Lérouville à Metz-Ville (PK en partant de Paris-Est) entre les gares d'Essey-et-Maizerais et de Jaunly; les gares entre Lérouville et Onville sont fermées.

## Histoire
Après l'annexion de l'Alsace-Lorraine à l'Empire allemand, une part notable du réseau de la Compagnie des chemins de fer de l'Est passe sous le contrôle de la Direction des chemins de fer d'Alsace et de Lorraine (EL). Ce déplacement de la frontière affecte les lignes principales partant de Paris mais se montre aussi préjudiciable aux lignes transversales partant des Ardennes françaises.
La convention signée le 17 juin 1873 entre le ministre des Travaux publics et la Compagnie prévoit la construction d'un chemin de fer partant d'un point à déterminer de la frontière belge et aboutissant à un point à déterminer de la vallée de la Moselle, passant ou desservant par embranchement les terrains miniers d'Hussigny et de Villerupt, ainsi que la vallée de l'Orne et les villes de Briey et Thiaucourt. Ce projet ambitieux est néanmoins amendé, à la fois pour des raisons stratégiques — en évitant de bâtir une ligne principale passant trop près de la frontière — et pour disposer d'un itinéraire direct à la construction moins onéreuse.
La ligne de Longuyon à Onville et Pagny-sur-Moselle est ouverte à la circulation en 1877. Les communes d'Hussigny, Villerupt, Briey et Thiaucourt sont quant à placées sur des lignes ferroviaires en impasse ; celle menant à Thiaucourt est inaugurée en 1877. Partant de la gare d'Onville, cette ligne de 7 km ne comprend que trois petites haltes intermédiaires à Waville, Rembercourt et Jaulny.
Prise par les Allemands en 1914, la ville de Thiaucourt se retrouvera, d'un côté puis de l'autre, très proche de la ligne de front et est fortement bombardée. Le bâtiment de la gare évite cependant la destruction ; il était encore visible dans les années 1920.
Ayant repris le contrôle de l'Alsace et de la Lorraine, la France décide qu'il serait opportun de s'appuyer sur la courte ligne d'Onville à Thiaucourt afin de raccourcir le trajet entre Paris et Metz sans passer par Nancy. La convention du 20 juillet 1922 entre le ministre des Travaux publics et la Compagnie de l'Est, approuvée par la loi du 28 février 1923 déclare d'utilité publique la construction d'une nouvelle ligne partant de Lérouville (sur la ligne Paris - Strasbourg) ainsi que la reconstruction de la ligne entre Thiaucourt et Pagny-sur-Moselle.
Les terrassements considérables pour construire la section venant de Lérouville, notamment un tunnel de 600 m à l'entrée de Thiaucourt, et pour réaliser la mise à double voie de la ligne existante, dotée d'une courbe de raccord vers le nord empruntant le viaduc de Waville. La ligne nouvelle est mise en service en service en 1931. Englobant la section de Pagny-sur-Moselle (bifurcation) à Metz de l'ancienne ligne de Nancy à Metz, elle est désignée ligne de Lérouville à Metz-Ville.
Le service des trains de voyageurs s’arrêtant aux gares intermédiaires de la section Lérouville - Onville prend fin en 1962.

## Patrimoine ferroviaire
Le bâtiment voyageurs (BV) est inutilisé.  Bâti vers 1930, il remplace un BV standard de type C à pignon transversal de la Compagnie de l'Est, encore en service après l'armistice de 1918 mais jugé trop petit.
Reprenant, en version simplifiée, les plans types de gares créés en 1903 par Paul-Adrien Gouny pour les Chemins de fer de l'Est, elle est similaire aux bâtiments « type Reconstruction » que la compagnie de l'Est a érigé après 1918 en remplacement de gares sinistrées par le conflit.
La disposition du corps de logis contenant l'appartement de fonction du chef de gare et de sa famille consiste en une tour de deux étages et une aile de service en forme de L. L'aile des voyageurs comporte de cinq travées, cinq grandes portes côté quai et trois côté rue encadrées par deux groupes de petites fenêtres. Les trois pignons ont des demi-croupes (ou pans retroussés) tandis que les dimensions des ouvertures de l'aile des voyageurs sont plus réduites que sur les bâtiments d'avant-guerre.